# 戴明氏科维尔氏菌
戴明氏科维尔氏菌（学名：Colwellia demingiae）也称德明科尔韦尔氏菌，是科尔韦氏菌属的下属物种。此物种是一种革兰氏阴性、过氧化氢酶阳性、细胞色素c氧化酶阳性且专性嗜冷的直至弯曲杆状细菌。此物种最早从南极洲普里兹湾海岸的坚海冰中分离出来。

## 历史
戴明氏科维尔氏菌首次被描述于1998年，连同其他三个物种，包括荷氏科维尔氏菌、罗斯海科维尔氏菌和嗜冷科维尔氏菌一起被描述。这四个物种都是从南极洲的海水中分离出来的。

## 词源
新拉丁属格阴性名词“demingiae”，来源于“deming”，用以纪念美国微生物学家乔迪·戴明。

## 系统发育学分类
基于16S rRNA基因序列的系统发育分析表明菌株ACAM 459T属于科尔韦氏菌属。发现菌株ACAM 459T与科尔韦氏菌属其他分离自南极的物种具有95.2%至100%的16S rRNA基因序列相似性。

## 描述
戴明氏科维尔氏菌是一种兼性厌氧且化能异养的革兰氏阴性菌。它能够最佳10°C至12°C，最高18℃的条件下生长，因此它是一种专性嗜冷的生物 。它的细胞是直至弯曲杆状的，长1.5µm至2.5µm，宽0.4µm至0.6µm。它的过氧化氢酶和细胞色素c氧化酶测试呈阳性。菌落呈灰白色、具有黏液稠度、凸圆形和具有完整至叶状的边缘。

## 拓展阅读
- Yumoto, Isao, ed. Cold-adapted Microorganisms. Horizon Scientific Press, 2013. （页面存档备份，存于）
- Brenner, Don J., et al. "Bergey's manual of systematic bacteriology, vol. 2."The Proteobacteria. East Lansing, USA 183 (2005). （页面存档备份，存于）
- Dworkin, Martin, and Stanley Falkow, eds. The Prokaryotes: Vol. 6: Proteobacteria: Gamma Subclass. Vol. 6. Springer, 2006. （页面存档备份，存于）
- Stan-Lotter, Helga, and Sergiu Fendrihan. Adaption of microbial life to environmental extremes. Springer Wien, New York, 2012. （页面存档备份，存于）